# Calumpit
Calumpit – miasto na Filipinach w regionie Luzon Środkowy, na wyspie Luzon. W 2010 roku liczyło 101 068 mieszkańców.